# Litér
Litér là một thị trấn thuộc hạt Veszprém, Hungary. Thị trấn này có diện tích 12,83 km², dân số năm 2010 là 2026 người, mật độ 158 người/km².